# Xabier Etxeita Gorritxategi
Xabier Etxeita Gorritxategi, més conegut com a Xabi Etxeita, (Amorebieta, Biscaia, 31 d'octubre de 1987) és un futbolista professional basc que juga a la SD Amorebieta. La seva posició més habitual és la de defensa central.

## Trajectòria
Va debutar en la Primera Divisió el 16 de novembre del 2008 contra l'Osasuna on l'Athletic es va imposar per 2-0. Va disputar un total de 14 partits amb l'Athletic Club en la Primera Division al llarg de la temporada 2008-2009.
Al Gener de 2010 el Futbol Club Cartagena, equip de la Segona Divisió, aconsegueix la cessió de Xabier Etxeita, un futbolista que no venia comptant amb moltes oportunitats en el conjunt que entrena Joaquín Caparrós, el defensa central de l'Athletic Club va formar part de la plantilla albinegra fins al final de la temporada.
El juliol de 2010 aconsegueix la carta de llibertat amb l'Athletic Club de Bilbao i signa per 3 temporades a raó de 280.000 € per l'Elx CF.
El 2013, després d'haver participat en l'ascens de l'equip alacantí a la primera divisió, tornà l'Athletic Club, amb un contracte per tres temporades.
El 24 de juliol de 2018, Exteita fou cedit a la SD Huesca, acabat d'ascendir a la primera divisió, per un any. L'agost de 2019, com a agent lliure, va deixar l'Athletic i va signar contracte per dos anys amb el Getafe CF de la primera divisió.
L'agost de 2019, com a agent lliure va deixar San Mamés i fitxà pel Getafe CF per dos anys.
El 15 de juliol de 2021, Exteita va signar contracte per un any per la SD Eibar, acabat de descendir a segona.

## Palmarès
- 1 Supercopa d'Espanya: 2015 (Athletic Club)[6]